# Dreieck Bochum-West
De Dreieck Bochum-West is een knooppunt in de Duitse deelstaat Noordrijn-Westfalen. Op dit knooppunt in het westen van de stad Bochum sluit de Bochumer stadssnelweg A448 aan op de A40 (Venlo/Dortmund).

## Richtingen knooppunt
| Aansluitende wegen                            | Aansluitende wegen | Aansluitende wegen | Aansluitende wegen | Aansluitende wegen                               |
| --------------------------------------------- | ------------------ | ------------------ | ------------------ | ------------------------------------------------ |
|                                               |                    |                    |                    | richting Bochum / Dortmund                       |
|                                               |                    |                    |                    |                                                  |
| richting Bochum-Wattenscheid Essen / Duisburg |                    |                    |                    |                                                  |
|                                               |                    |                    |                    |                                                  |
|                                               |                    |                    |                    | richting Bochum-Süd / Witten Kreuz Bochum/Witten |